# Vincent Rotinat
Vincent Rotinat est un homme politique français né le 10 juillet 1888 à Briantes (Indre) et décédé le 14 mars 1975 à La Châtre (Indre).

## Biographie
Instituteur, puis professeur au collège de la Chatre, il est élu député radical de l'Indre en 1936, après avoir échoué de justesse en 1932. Le 10 juillet 1940, il vote les pleins pouvoirs au maréchal Pétain.
En 1945, il est réélu conseiller général du canton de Neuvy-Saint-Sépulchre et devient vice-président du Conseil général. Il en est le président de 1951 à 1975. Il est élu sénateur en 1946 et conserve son siège jusqu'en 1971. Il est président de la commission de la Défense de 1951 à 1968. Il est aussi maire de Briantes de 1953 à 1973.